# ماري لامبرت (مغنية)
ماري لامبرت (بالإنجليزية: Mary Lambert) هي ملحنة ومغنية مؤلفة وموسيقية وكاتِبة ومغنية وشاعرة أمريكية، ولدت في 3 مايو 1989 في سياتل في الولايات المتحدة.

## وصلات خارجية
- الموقع الرسمي
- ماري لامبرت على موقع IMDb (الإنجليزية)
- ماري لامبرت على موقع ميوزك برينز (الإنجليزية)
- ماري لامبرت على موقع أول ميوزيك (الإنجليزية)
- ماري لامبرت على موقع ديسكوغز (الإنجليزية)
- ماري لامبرت على موقع قاعدة بيانات الفيلم (الإنجليزية)